# Tea for the Tillerman
| 전문가 평가                   | 전문가 평가 |
| 평가 점수                     | 평가 점수   |
| 출처                          | 점수        |
| ----------------------------- | ----------- |
| Christgau's Record Guide      | B–          |
| Encyclopedia of Popular Music | [ 2 ]       |

《Tea for the Tillerman》은 1970년 11월 23일에 발매된 영국의 싱어송라이터 캣 스티븐스의 네 번째 스튜디오 음반이다.

## 개요
1970년에 발매된 스티븐스의 두 번째 음반 《Tea for the Tillerman》은 〈Where Do the Children Play?〉, 〈Hard Headed Woman〉, 〈Wild World〉, 〈Sad Lisa〉, 〈Into White〉, 〈Father and Son〉과 같은 그의 가장 잘 알려진 곡들을 많이 포함하고 있다.
전직 미술 학생인 스티븐스는 이 음반의 커버에 실린 작품을 만들었다.
〈Wild World〉를 사전 싱글로 발표하면서, 이 음반은 스티븐스를 세계적으로 유명하게 만들었다. 이 음반은 미국에서 10위 안에 들었다.
2008년 11월, "디럭스 에디션"은 데모와 라이브 녹음의 두 번째 디스크를 특징으로 하는 것이 출시되었다. 2012년 1월, 하이레스 24/192 kHz 버전이 암펙스 ATR100과 MSB 테크놀로지 스튜디오 ADC를 사용하여 리마스터되었으며 HDtracks.com에 공개되었다.
50년 후인 2020년 9월, 스티븐스는 새로운 가사, 새로운 악기를 포함한 《Tea for the Tillerman 2》로 음반을 리메이크했고, 22살의 자신의 모습을 〈Father and Son〉에서 따라 불렀다.

## 곡 목록
모든 곡들은 캣 스티븐스에 의해 작사/작곡하였다.
| #  | 제목                            | 재생 시간 |
| -- | ------------------------------- | --------- |
| 1. | 〈Where Do the Children Play?〉 | 3:52      |
| 2. | 〈Hard Headed Woman〉           | 3:47      |
| 3. | 〈Wild World〉                  | 3:20      |
| 4. | 〈Sad Lisa〉                    | 3:45      |
| 5. | 〈Miles from Nowhere〉          | 3:37      |

| #  | 제목                        | 재생 시간 |
| -- | --------------------------- | --------- |
| 1. | 〈But I Might Die Tonight〉 | 1:53      |
| 2. | 〈Longer Boats〉            | 3:12      |
| 3. | 〈Into White〉              | 3:24      |
| 4. | 〈On the Road to Find Out〉 | 5:08      |
| 5. | 〈Father and Son〉          | 3:41      |
| 6. | 〈Tea for the Tillerman〉   | 1:01      |

## 인증
| 국가                                                  | 인증        | 판매량/출하량 |
| ----------------------------------------------------- | ----------- | ------------- |
| 프랑스 (SNEP)                                         | 골드        | 100,000*      |
| 독일 (BVMI)                                           | 플래티넘    | 500,000^      |
| 영국 (BPI)                                            | 골드        | 100,000^      |
| 미국 (RIAA)                                           | 3× 플래티넘 | 3,000,000^    |
| *판매량을 기반으로 한 인증 ^출하량을 기반으로 한 인증 |             |               |